# Pieter Klok
Pieter Klaas Klok (Bergen, 24 juni 1972) is een Nederlandse journalist. Sinds 1 september 2019 is Klok hoofdredacteur van de Volkskrant.

## Biografie
Pieter Klok werd geboren in het Noord-Hollandse Bergen. Hij zat in Alkmaar op het Murmellius Gymnasium, waarna hij verschillende studies als wiskunde, filosofie, Nederlands, economie, civiele techniek en journalistiek heeft geprobeerd. Hij is uiteindelijk afgestudeerd op civiele techniek aan de Technische Universiteit Delft en journalistiek aan de Postacademische Deeltijd Opleiding Journalistiek (PDOJ).
Na een tijd bij Rijkswaterstaat, werd hij journalist op de economieredactie van de Volkskrant. In 2010 werd hij benoemd tot adjunct-hoofdredacteur en in 2019 als hoofdredacteur.
In 2009 publiceerde hij samen met Xander van Uffelen het boek Bonus! waarom bankiers de grote winnaars zijn van deze crisis.

### Persoonlijk
Pieter Klok is getrouwd en heeft drie kinderen.